# Jurgen Degabriele
Jurgen Degabriele, né le 10 octobre 1996 à Pietà à Malte, est un footballeur international maltais. Il joue au poste d'ailier pour le club d'Hibernians dans le championnat de Malte.

## Biographie

### Carrière en club
Jurgen Degabriele débute à l'académie d'Hibernians. À 14 ans, il effectue un essai avec Trieste.
Il suscite l'intérêt du Calcio Padoue, à la suite d'un match amical lors d'un essai. Cependant, il refuse de les rejoindre, affirmant avoir été ignoré et maltraité tout au long de son essai.
Il commence à jouer au football dans l'équipe de jeunes des Hibernians,,, qui en 2013, le promeut en équipe première. Le 3 juillet 2014, il fait ses débuts en compétitions européennes à l'occasion du match Hibernians-Spartak Trnava (2-4), un match préliminaire  de l'UEFA Europa League, rentrant en cours de jeu à la 81e minute en remplacement de Clayton Failla.
En 2016, il signe un contrat de cinq ans avec l'équipe senior des Hibernians.
Degabriele s'impose comme un joueur prometteur pour les Hibernians, jouant un rôle important dans la victoire du club en championnat de la saison 2016-17.
Le 18 mai 2018, Degabriele inscrit un quadruplé et condamne Lija Athletic à la relégation.

### Carrière en sélection
Degabriele joue pour l'équipe nationale maltaise de football des moins de 17 ans, des moins de 19 ans et l'équipe espoir de Malte.
Après avoir été promu en tant que sélectionneur de l'équipe nationale, Ray Farrugia appelle Degabriele en équipe senior, parmi d'autres joueurs, pour un camp d'entraînement en Autriche,,. Il fait ses débuts avec l'équipe nationale de football de Malte le 29 mai 2018 contre l'Arménie en amical (1–1), en entrant à la place de Michael Mifsud à la 89ème minute. Les buts ont été marqués par Ivan Yagan pour l'Arménie, et Andrei Agius pour Malte,.
Degabriele marque son premier but international le 3 septembre 2020 contre les Îles Féroé, dans le cadre de l'UEFA Nations League.
En 2022, il est élu footballeur maltais de l'année par la MFA.

## Palmarès

### En club
Hibernians
- Champion de Malte en 2015, 2017 et 2022
- Vainqueur de la coupe de Malte en 2013
- Vainqueur de la supercoupe de Malte en 2015 et 2022

### Individuel
- Joueur maltais de l'année en 2022